# Bộ trưởng Bộ Tài nguyên và Môi trường (Việt Nam)
Bộ trưởng Bộ Tài nguyên và Môi trường Việt Nam là người đứng đầu Bộ Tài nguyên và Môi trường Việt Nam. Đồng thời là thành viên của Chính phủ Việt Nam chịu trách nhiệm quản lý trong lĩnh vực đất đai, tài nguyên (nước, khoáng sản), địa chất; môi trường; khí tượng thủy văn; biến đổi khí hậu; đo đạc và bản đồ; quản lý tổng hợp tài nguyên và bảo vệ môi trường biển và hải đảo; viễn thám ở Việt Nam.
Bí thư Tỉnh ủy Yên Bái Đỗ Đức Duy tuyên thệ nhậm chức Bộ trưởng Bộ Tài nguyên và Môi trường trước Quốc hội Việt Nam ngày 26 tháng 08 năm 2024 và ông cũng chính là Bộ trưởng cuối cùng của Bộ trước khi sáp nhập với Bộ Nông nghiệp và Phát triển nông thôn để thành Bộ Nông nghiệp và Môi trường vào ngày 18 tháng 2 năm 2025.

## Chức năng và nhiệm vụ
Bộ trưởng Bộ Tài nguyên và Môi trường có chức năng và nhiệm vụ sau đây:
- Chỉ đạo việc xây dựng thể chế, chiến lược, chính sách về tài nguyên và môi trường; các lĩnh vực chuyên ngành: quản lý đất đai, biến đổi khí hậu; các mặt công tác tổ chức cán bộ, kế hoạch, tài chính, khoa học và công nghệ, hợp tác quốc tế, công nghệ thông tin, thanh tra; công tác thực hành tiết kiệm, chống lãng phí, phòng chống tham nhũng; công tác đào tạo, bồi dưỡng cán bộ, công chức, viên chức.
- Trực tiếp phụ trách các Vụ: Tổ chức cán bộ, Kế hoạch - Tài chính, Khoa học và Công nghệ, Hợp tác quốc tế; Thanh tra Bộ; Tổng cục Quản lý đất đai; Viện Chiến lược, Chính sách tài nguyên và môi trường; Trường Đào tạo, bồi dưỡng cán bộ tài nguyên và môi trường.
- Trực tiếp làm nhiệm vụ: Chủ tịch Hội đồng thi đua - khen thưởng của Bộ; Chủ tịch Ủy ban sông Mê Công Việt Nam; Chủ tịch Hội đồng đánh giá trữ lượng khoáng sản quốc gia; Phó Trưởng Ban Chỉ đạo Quốc gia khắc phục hậu quả bom mìn và chất độc hóa học sau chiến tranh ở Việt Nam; Phó Chủ tịch Hội đồng quốc gia về tài nguyên nước; Phó Trưởng ban thường trực Ban chỉ đạo nhà nước về điều tra cơ bản tài nguyên - môi trường biển; Phó Chủ tịch Ủy ban quốc gia về biến đổi khí hậu; Phó Chủ tịch Phân ban Việt Nam trong Ủy ban liên Chính phủ Việt Nam - Trung Quốc về thích ứng với biến đổi khí hậu và quản lý nước; Trưởng ban Chỉ đạo liên ngành thực hiện Kế hoạch xử lý triệt để các cơ sở gây ô nhiễm môi trường nghiêm trọng theo Quyết định số 64/2003/QĐ-TTg ngày 22 tháng 4 năm 2003 của Thủ tướng Chính phủ; Trưởng ban Chỉ đạo thực hiện Chiến lược quốc gia về đa dạng sinh học đến năm 2020, tầm nhìn đến năm 2030; Trưởng ban chỉ đạo thực hiện Công ước khung của Liên hợp quốc về biến đổi khí hậu và Nghị định thư Kyoto; Trưởng ban Công tác đàm phán của Việt Nam về biến đổi khí hậu; Trưởng ban chỉ đạo Quỹ Môi trường toàn cầu của Việt Nam.[1]

## Quyền hạn
Bộ trưởng có những có quyền hạn sau:
- Những công việc thuộc thẩm quyền được quy định trong Hiến pháp, Luật pháp và các nhiệm vụ được Chính phủ, Thủ tướng Chính phủ giao;
- Giải quyết theo thẩm quyền và chịu trách nhiệm về quyết định đến những vấn đề thuộc phạm vi trách nhiệm và thẩm quyền quản lý nhà nước;
- Trình Chính phủ, Thủ tướng Chính phủ giải quyết các công việc thuộc thẩm quyền của Chính phủ, Thủ tướng Chính phủ;
- Tham gia ý kiến với các Bộ, ngành, địa phương để giải quyết các vấn đề thuộc thẩm quyền của cơ quan đó, nhưng có liên quan đến chức năng, ngành, lĩnh vực thuộc Bộ Tài nguyên và Môi trường quản lý;
- Trực tiếp giải quyết một số việc đã giao cho Thứ trưởng;
- Bổ nhiệm, miễn nhiệm Hiệu trưởng, Phó Hiệu trưởng các trường Đại học trực thuộc Bộ Tài nguyên và Môi trường;
- Khi vắng mặt và nếu thấy cần thiết, Bộ trưởng ủy nhiệm một Thứ trưởng lãnh đạo công tác, giải quyết công việc của Bộ;

## Điều kiện trở thành Bộ trưởng
Một công dân của Việt Nam từ 35 tuổi hoặc cao hơn có thể trở thành một ứng viên Bộ trưởng. Ứng viên Bộ trưởng phải đủ những điều kiện sau đây:
- Là Đại biểu Quốc hội;
- Là Ủy viên Ban chấp hành Trung ương Đảng Cộng sản Việt Nam[2];
- Có quốc tịch Việt Nam;
- Đã phục vụ trong ngành từ 10 năm trở lên;
- Từng nắm giữ chức vụ Thứ trưởng Bộ

## Danh sách Bộ trưởng qua các thời kỳ
| STT | Bộ trưởng Bộ Tài nguyên và Môi trường | Bộ trưởng Bộ Tài nguyên và Môi trường | Nhiệm kỳ            | Nhiệm kỳ            | Nhiệm kỳ        | Ghi chú                                        |
| --- | ------------------------------------- | ------------------------------------- | ------------------- | ------------------- | --------------- | ---------------------------------------------- |
| 1   |                                       | Mai Ái Trực                           | 8 tháng 8 năm 2002  | 2 tháng 8 năm 2007  | 4 năm, 359 ngày | Bộ trưởng Bộ Tài nguyên và Môi trường đầu tiên |
| 2   |                                       | Phạm Khôi Nguyên                      | 2 tháng 8 năm 2007  | 3 tháng 8 năm 2011  | 4 năm, 0 ngày   |                                                |
| 3   |                                       | Nguyễn Minh Quang                     | 3 tháng 8 năm 2011  | 8 tháng 4 năm 2016  | 4 năm, 249 ngày |                                                |
| 4   |                                       | Trần Hồng Hà                          | 9 tháng 4 năm 2016  | 22 tháng 5 năm 2023 | 7 năm, 43 ngày  | - Kiêm nhiệm Phó Thủ tướng Chính phủ (2023)    |
| 5   |                                       | Đặng Quốc Khánh                       | 22 tháng 5 năm 2023 | 26 tháng 8 năm 2024 | 1 năm, 96 ngày  |                                                |
| 6   |                                       | Đỗ Đức Duy                            | 26 tháng 8 năm 2024 | 18 tháng 2 năm 2025 | 176 ngày        |                                                |